# Dougie McCracken
Dougie McCracken (Kilwinning, 21 juli 1964 - 7 mei 2011) was een Schots voetballer, die als verdediger en aanvaller speelde. 
McCracken speelde 140 wedstrijden voor Ayr United, Dumbarton en East Fife.
McCracken was stiefvader van Formule 1-coureur Paul di Resta.

## Erelijst met Ayr United FC
- Scottish Second Division (1×) 1987-88